# Günther Oellers
Günther Oellers (* 27. Januar 1925 in Linz am Rhein; † 13. Mai 2011 ebenda) war ein deutscher Bildhauer.

## Leben
Der in seiner Heimatstadt Linz aufgewachsene Günther Oellers begann schon in jugendlichem Alter, sich mit Modellierarbeiten und Arbeiten in Holz und Stein zu beschäftigen. Am 20. September 1942 beantragte er die Aufnahme in die NSDAP und wurde zum 20. April 1943 aufgenommen (Mitgliedsnummer 9.427.839).
Nach Heimkehr aus dem Kriegsdienst und privatem Unterricht in Kunst und Handwerk konnte er 1947 ein Studium an der Alten Kölner Werkschule aufnehmen. Im Jahre 1951 setzte er seine Ausbildung an der Académie de la Grande Chaumière in Paris u. a. bei Ossip Zadkine fort. In Paris machte er auch die Bekanntschaft des rumänischen Bildhauers Constantin Brâncuși.

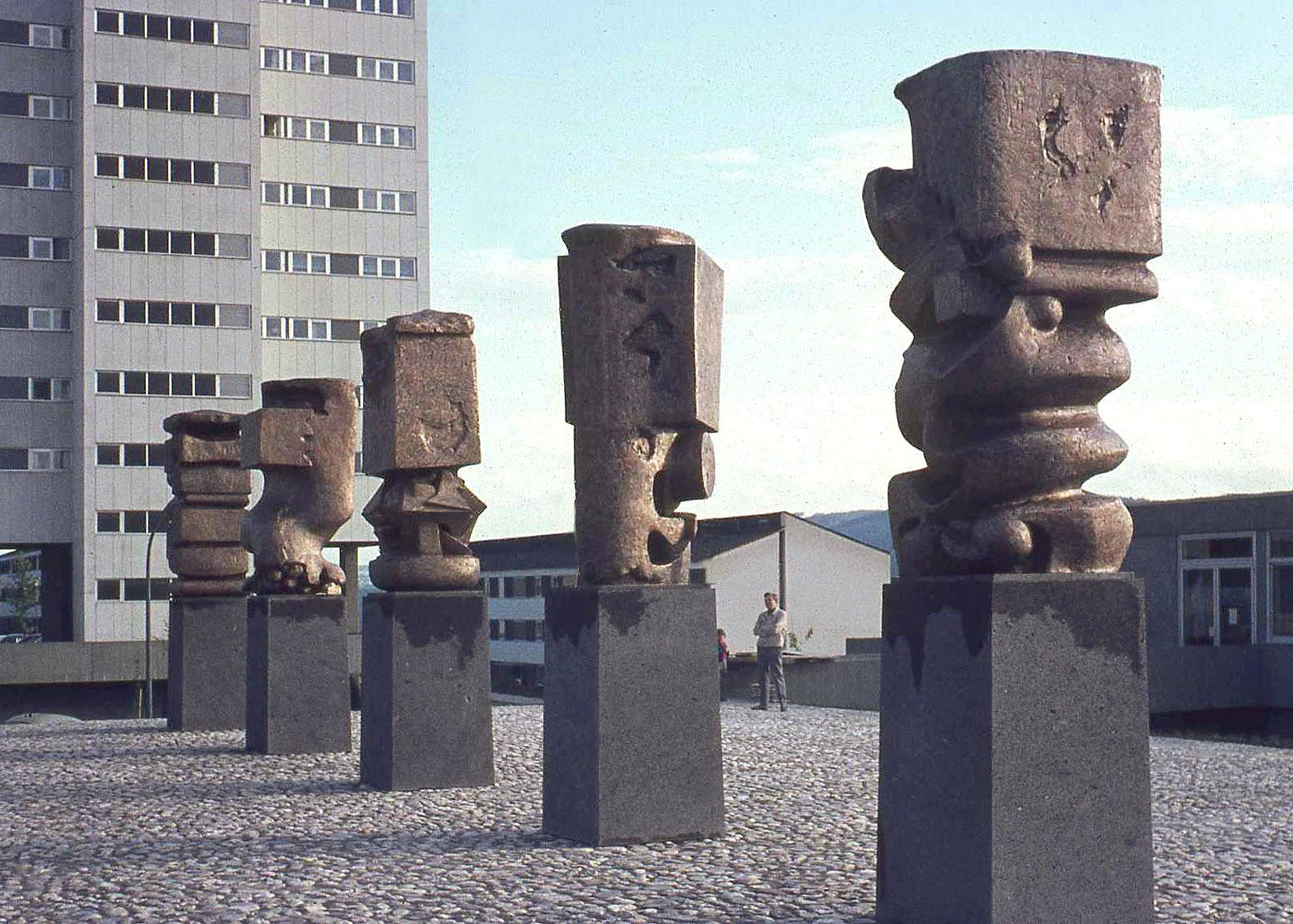
Platzgestaltung Horchheimer Höhe (1967). Fünf Stelen, Bronze, Horchheimer Höhe, Koblenz

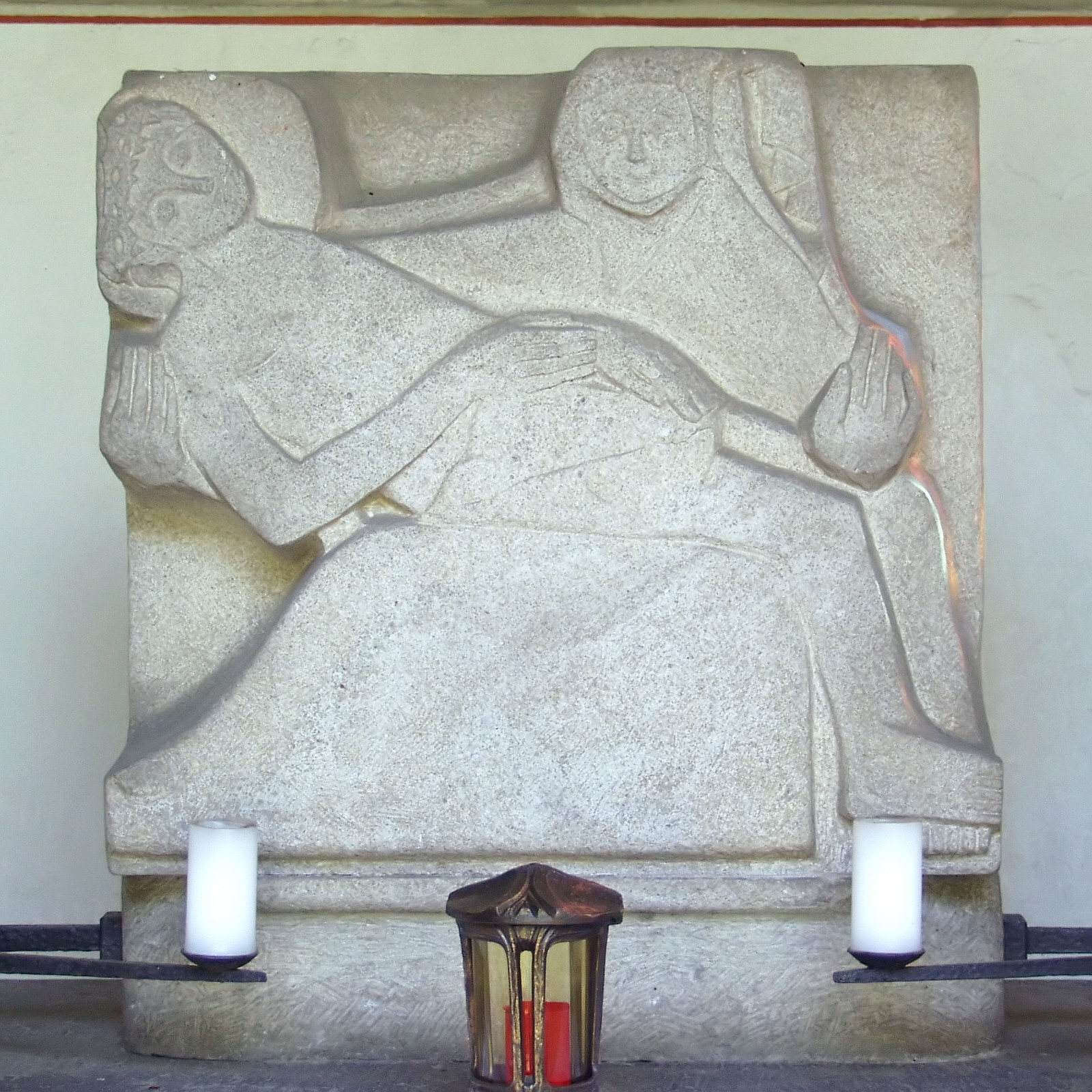
Pietà im Chor der alten Pfarrkirche Dattenberg

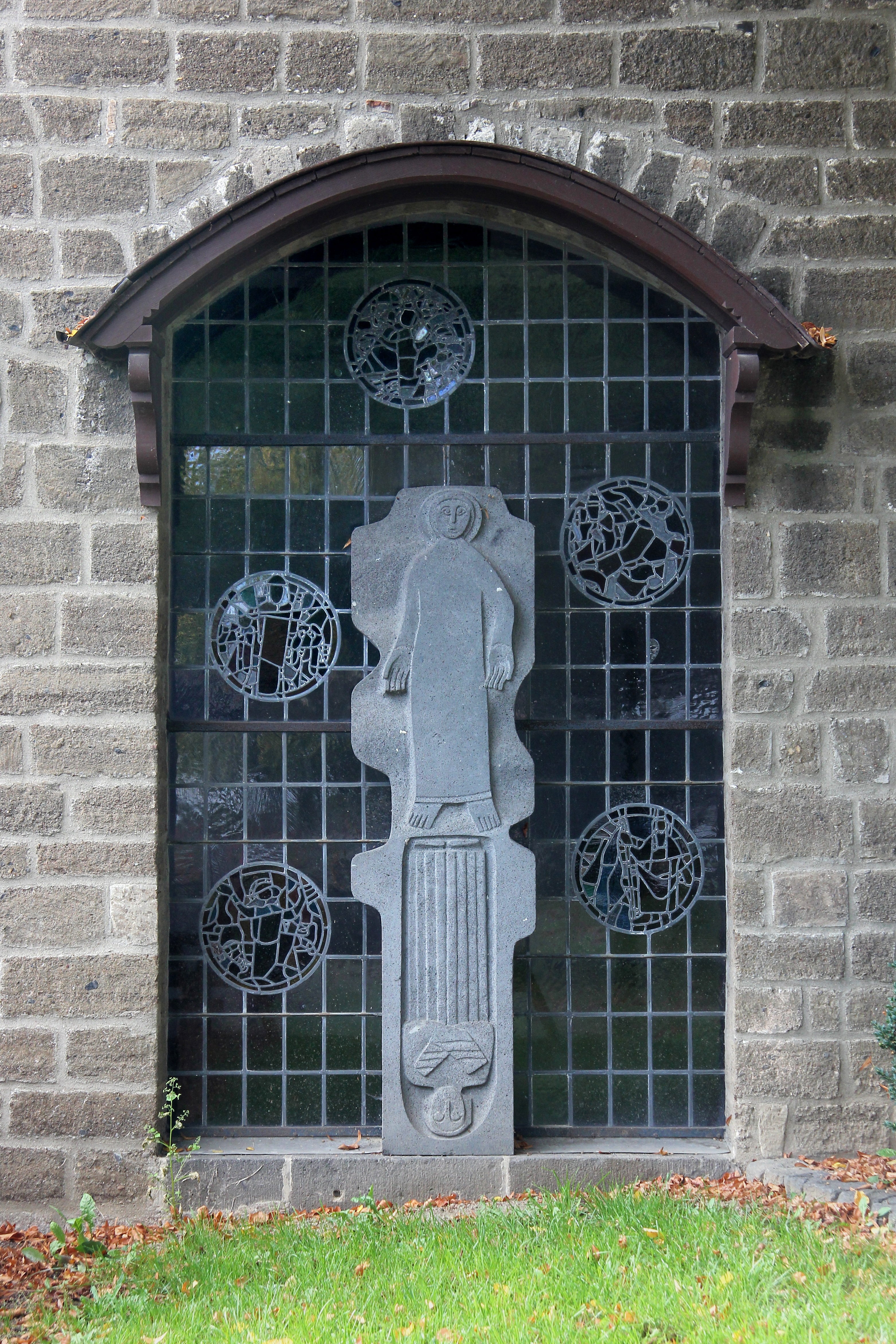
„Auferweckung des Lazarus“, Relief-Stele an der Friedhofskapelle von Wehr (Eifel)

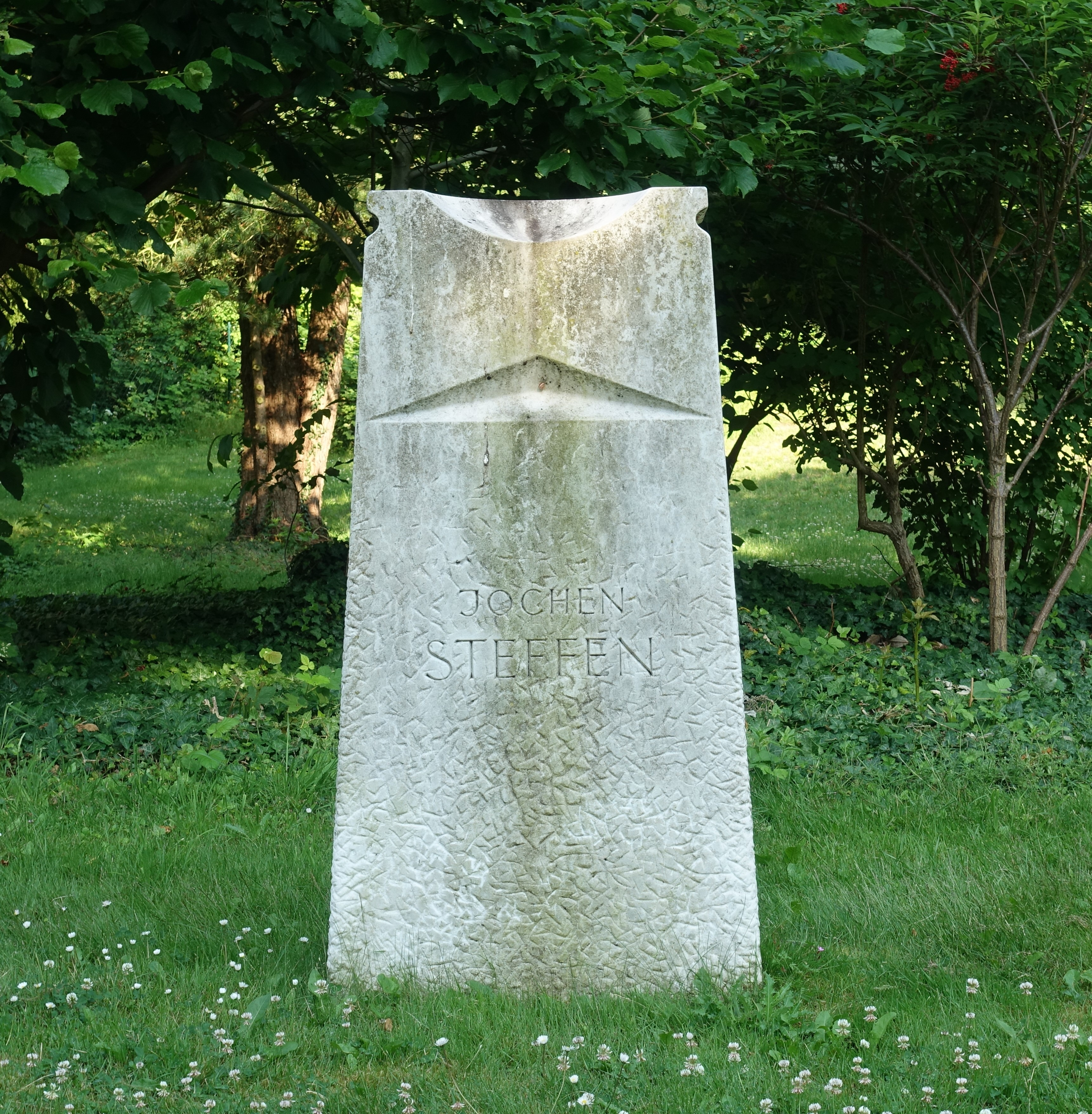
Stele (Grabstein) Jochen Steffen im Garten der Gustav Heinemann Bildungsstätte in Malente

Oellers schuf zahlreiche Werke aus Stein, Holz und Bronze für den öffentlichen Raum, so Freiplastiken für das Wohngebiet Horchheimer Höhe in Koblenz, für das Polizeipräsidium in Koblenz, für den Deutschen Bundestag und das Bundeskanzleramt in Bonn, für die Kunstmeile Euskirchen, aber auch als Ausstattung von Kirchen, wie etwa den auf einem Podium aus Serpentin und Marmor aufgebauten Altar der 1977 errichteten Kirche Frieden Christi in Bonn-Bad Godesberg, die beiden Kirchen in Linz/Rhein, die St.-Franziskus-Kirche in Koblenz (1969) oder die katholische Kirche in Norheim/Nahe.
In Berlin-Lichterfelde steht seit 2000 zum Gedenken der Häftlinge des KZ-Außenlagers Lichterfelde, einem Außenlager des KZ Sachsenhausen, an der Wismarer Straße die von Oellers erschaffene Säule der Gefangenen. Vor dem Essener Landgericht steht seit 2003 die Säule der Gemeinschaft, in Neutraubling bei Regensburg ein Mahnmal Harmonie, Versöhnung, Gespräch von Menschen über alle Grenzen.
Seit 2017 wurden auch zwei neue Skulpturenwege mit Werken von Günther Oellers errichtet: in seiner Heimatstadt Linz am Rhein und im RWW-Wasserwerk Mülheim-Styrum (Leihgabe der Kurt Sandweg Stiftung).
Oellers benannte seine Skulpturen sehr oft mit einem Plural: Die Gehenden, Die Tanzenden, Die Knienden oder Die Sitzenden (1972). Ihm ging es bei seinen Arbeiten um das ursprüngliche „Mitsein“, das „Wir“, den mit einer monumentalen Gebärdensprache zur einfachen Geste geformten Block. Wolf Schön schrieb über diese Arbeiten:

„Das geistig Verbindende, das in der Lage ist, die Vereinzelung des Individuums aufzuheben, manifestiert sich in elementaren Ausdrucksformen des menschlichen Körpers – dem ureigenen Betätigungsfeld des Bildhauers, der gerade, wenn er den Geist meint, auf den Meißel nicht verzichten kann.“

Oellers pflegte Verbindungen zu Vertretern von Literatur, Musik und Wissenschaft: Heinrich Böll, H.G. Adler, Bernd Alois Zimmermann gehörten zu seinen Freunden. Seine Frau Edith Oellers-Teuber und die Tochter Edith Oellers sind Malerinnen; der Schwiegersohn Jörg Eberhard ist ebenfalls Maler; sein Sohn Adam C. Oellers ist Kunsthistoriker und war stellvertretender Museumsdirektor in Aachen, eine andere Tochter ist Kunsthistorikerin. Ein Bruder, William Oellers (1926–2014), ist in den USA durch Röntgenfotografie und paper cutting bekannt geworden.
1972 war Günther Oellers gemeinsam mit Joseph Beuys, Heinrich Böll, Georg Meistermann, Walter Warnach u. a. Begründer der „Freien Internationalen Universität für Kreativität und interdisziplinäre Forschung“.
1985/86 hatte Günther Oellers einen Lehrauftrag an der Kunstakademie Düsseldorf.
Oellers, der gern mit der spröden Basaltlava aus der Eifel arbeitete, ist auch durch seine „Klangsteine“ oder „Singenden Steine“ aus diesem Material bekannt geworden: Die mit einem Stab angeschlagene Skulptur reagiert wie eine monumentale Stimmgabel; der an unterschiedlich massiven Stellen angeschlagene Stein antwortet mit einem kurzen, trockenen Ton verschiedener Höhe.
In zahlreichen Ausstellungen, u. a. in Köln, Bensberg, Bonn, Essen, Düsseldorf, Amsterdam, Berlin, Mainz und Trier wurden Arbeiten von Oellers gezeigt. Werke befinden sich in vielen Privatsammlungen sowie im Landesmuseum Mainz, Roentgen-Museum Neuwied, Rheinischen Landesmuseum Bonn und Museum Stiftung Schloss Moyland.